# کارل ماسوپوست
کارل ماسوپوست (چکی: Karel Masopust; ۴ اکتبر ۱۹۴۲ – ۲۵ مهٔ ۲۰۱۹) بازیکن هاکی روی یخ اهل چکسلواکی بود.